# قادسیه (شهر)
قادسیه یکی از شهرهای عراق است که با کوفه فاصله‌ای نزدیک دارد.

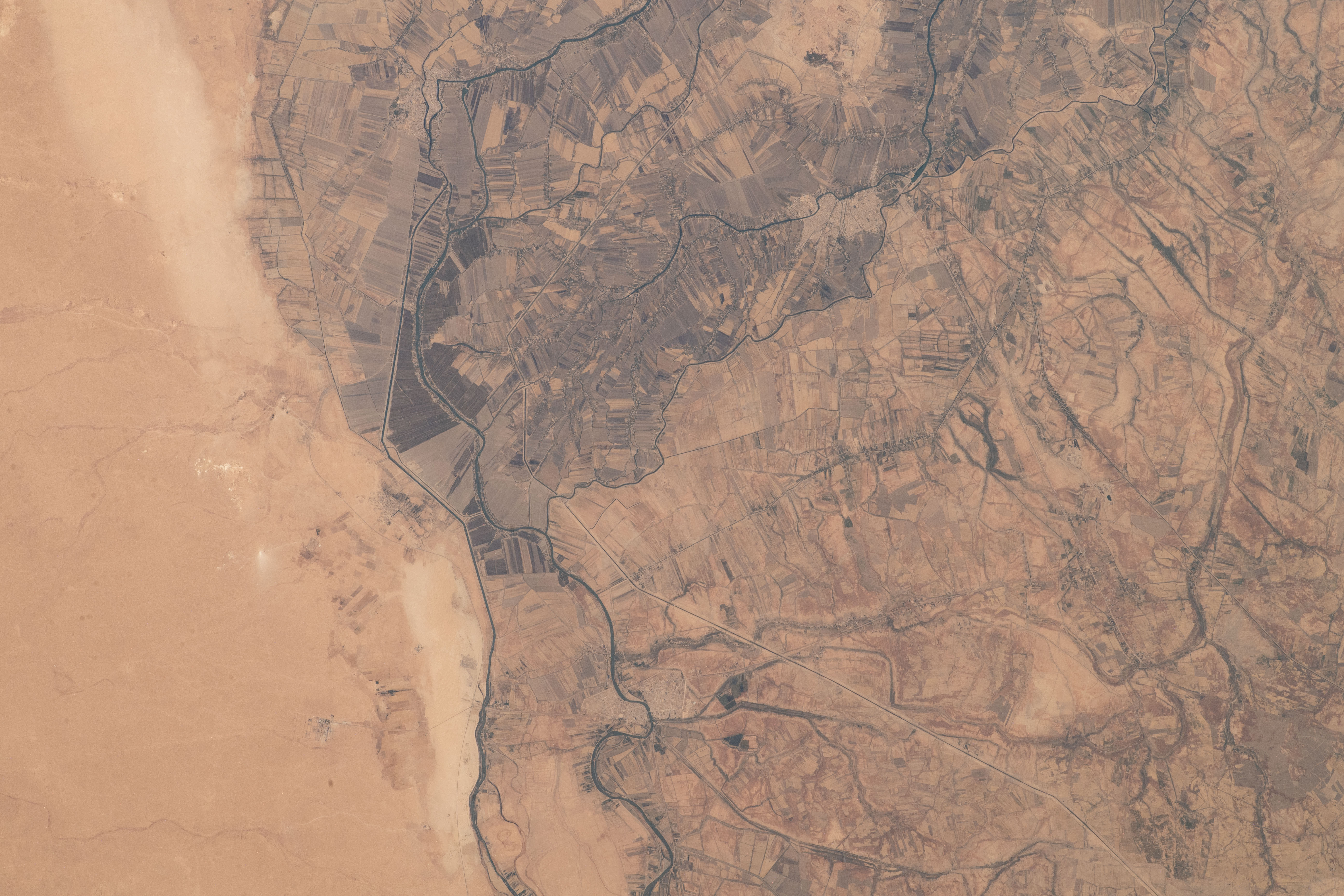
قادسیه در نزدیکی صحرا، فرات و رود قادسیه از بالا، شهرهای نزدیک غماس و اشینفیه

## تاریخچه
این شهر همان «بانقیا» است که برخی معتقدند وطن اصلی ابراهیم پیامبر بود.
جنگ معروف قادسیه در سال ۶۳۶ میلادی، بین لشکر ساسانی و اعراب در این سرزمین واقع شده است.